# Gion Cadieli
Gion Cadieli (* 26. Januar 1876 in Sagogn; † 1. November 1952 ebenda) war ein Schweizer katholischer Pfarrer, Autor und rätoromanischer Dichter aus der Surselva.

## Leben
Cadieli besuchte die Gymnasien in Disentis und Einsiedeln. Anschließend absolvierte er von 1897 bis 1901 ein Theologiestudium in Chur und belegte 1901/02 zwei Semester in Geschichte und deutscher Literatur in Freiburg. Er war von 1902 bis 1907 als Lehrer an der Kantonsschule Kollegium Schwyz tätig. Als Pfarrer wirkte er in Vrin bis 1918, in Trun bis 1942 und in Sevgein bis 1950.

## Werk
Unterlagen zu Gion Cadieli befinden sich im Schweizerischen Literaturarchiv in Bern.

## Dichtung
Ein Beispiel eines Gedichts von Gion Cadieli
| Original: „Unviern Neiv e neiv! Tut la pleiv Ei da neiv curclada; Gie perfin Sin tgamin Ei 'la setschentada. Prau ed èr E pumer Sut la neiv suspira; Buc in trutg, Buc in dutg Va tras la planira. Senza neiv Ella pleiv Mo in liug s'engarta. Nu'ei quei? O igl ei Ina foss'aviarta.“ | Übersetzung: „Winter Schnee und mehr Schnee! Die ganze Pfarrei ist von Schnee bedeckt; Ja sogar den Schornstein hat er eingedeckt. Wiese und Acker und Bäume seufzen unter der Schneelast; Kein Pfad und kein Bach Sieht man in der Ebene. Ohne Schnee in der Pfarrei findet sich nur ein Ort. Wo ist er? Oh es ist ein leeres Grab.“ |